# William Shea (attore)
William James O' Shea (Dumfries, 6 ottobre 1856 – Brooklyn, 5 novembre 1918) è stato un attore britannico.
È apparso in più di 100 pellicole dal 1905, quando venne messo sotto contratto dalla Vitagraph, agli anni '20, lavorando prevalentemente in produzioni statunitensi. 

## Filmografia
- A Doubly Desired Orphan (1911)
- Ma's Apron Strings, regia di Frederick A. Thomson (1913)
- Hearts and Diamonds, regia di George D. Baker (1914)
- In cerca di una mamma (Sonny Jim in Search of a Mother), regia di Tefft Johnson (1914)
- Nipote stile moderno (Jerry's Uncle's Namesake), regia di L. Rogers Lytton e James Young (1914)
- Bunny re del sabato grasso (The Misadventures of a Mighty Monarch), regia di George D. Baker (1914)
- Walls and Wallops, regia di Larry Semon (1916)
- The Man from Egypt, regia di Larry Semon (1916)
- My Lady's Slipper, regia di Ralph Ince (1916)
- Bobby, Movie Director, regia di Wesley Ruggles (1917)